# 菲亚诺罗马诺
菲亚诺罗马诺（義大利語：Fiano Romano）是意大利拉齐奥大区罗马首都广域市的一个市镇，面积41平方公里，人口8,313人（2001年）。

## 人口
| 菲亚诺罗马诺         |
|                      |
| 来源：国家统计研究所 |